# Helius pictus
Helius pictus är en tvåvingeart som beskrevs av Edwards 1926. Helius pictus ingår i släktet Helius och familjen småharkrankar. Inga underarter finns listade i Catalogue of Life.